# Benamahabú
Benamahabú o Benhamahabu es un despoblado español situado en el término del municipio andaluz de Algatocín, en la provincia de Málaga. 
Benamahabú fue una alquería morisca situada en la cañada del arroyo Benajamón, entre Algatocín y Benalauría. En 1498 los Reyes Católicos donaron Benamahabú (junto con la villa de Gaucín, Algatocín, Benamaya y Benarrabá) al duque de Medina Sidonia, pasando a depender desde entonces del mayorazgo de su casa hasta la supresión de los señoríos a principios del siglo XIX. En 1501 tras la Rebelión de Sierra Bermeja la de Benamahabú desapareció. 